# توسيع منطقة اليورو
توسيع منطقة اليورو هو عملية مستمرة داخل الاتحاد الأوروبي. تلتزم كافة الدول الأعضاء في الاتحاد الأوروبي، باستثناء الدنمارك التي تفاوضت على الانسحاب من الأحكام، بتبنّي اليورو باعتباره العملة الوحيدة في البلاد بعد أن تحقق تلك الدول معايير التقارب، والتي تشمل التالي: الامتثال لمعايير الدين والعجز، والتي يحددها ميثاق الاستقرار والنمو، والحفاظ على التضخم والحدود الدنيا لأسعار الفائدة الحكومية تحت قيم ومستويات مرجعية محددة، وتثبيت سعر صرف العملة المحلية مقابل اليورو عبر المشاركة في آلية سعر صرف العملات الأوروبية ERM II، والتأكيد على التزام القوانين الوطنية لتلك الدول بتشريعات البنك المركزي الأوروبي ونظام البنوك المركزية الأوروبي، والفقرتان 130+131 من معاهدة عمل الاتحاد الأوروبي. جاءت الفقرة 109. 1j من معاهدة ماستريخت عام 1992 لتحدد –وللمرة الأولى– التزام الدول الأعضاء في الاتحاد بتبني اليورو، وأصبحت الفقرة مُلزمة لكافة الدول الأعضاء الجديدة وفق أحكام معاهدات الانضمام الخاصة بكل دولة.
بدءًا من عام 2020، احتوت منطقة اليورو 19 دولة عضوًا في الاتحاد الأوروبي، من بينها الدول الـ11 الأولى التي طرحت عملة اليورو في 1 يناير عام 1999 (النمسا وبلجيكا وفنلندا وفرنسا وألمانيا وأيرلندا وإيطاليا ولوكسمبورغ وهولندا والبرتغال وإسبانيا)، حينها توفرت العملة إلكترونيًا فقط. التحقت اليونان في 1 يناير عام 2001، أي قبل عامٍ واحد من اعتماد العملات والأوراق النقدية من فئة اليورو، واستخدامها بدلًا من العملات الوطنية القديمة في منطقة اليورو. عقب ذلك، التحقت الدول السبع التالية بمنطقة اليورو في 1 يناير، وهذه هي الدول مع الأعوام التي انضمت فيها: سلوفينيا (2007) وقبرص (2008) ومالطا (2008) وسلوفاكيا (2009) وإستونيا (2011) ولاتفيا (2014) وليتوانيا (2015).
ظلّت 7 دولٍ أخرى ضمن أجندة التوسيع، وهي: بلغاريا وكرواتيا وجمهورية التشيك والمجر وبولندا ورومانيا والسويد. شاركت بلغاريا وكرواتيا في آلية سعر صرف العملات الأوروبية، بينما لم تنضم الدول الأخرى بعد. انسحبت الدنمارك وقررت عدم المشاركة، وبالتالي لم تُعد ملزمة بالانضمام، وفي حال قررت الدنمارك فعل ذلك، بإمكانها الانضمام إلى منطقة اليورو بدون صعوبة تذكر باعتبارها عضوًا ضمن آلية سعر صرف العملات الأوروبية. قررت المملكة المتحدة الانسحاب وعدم المشاركة، حتى خرجت من الاتحاد الأوروبي في 31 يناير عام 2020.

## عملية الضم
جميع الدول الأعضاء في الاتحاد الأوروبي، والتي التحقت بالاتحاد منذ توقيع معاهدة ماستريخت عام 1992، ملزمة بتبني عملة اليورو عندما تلبي المعايير المطلوبة، باعتبار أن أحكام معاهدات انضمام تلك الدول تجعل شروط تبني اليورو ملزمة بالأساس. حتى تتمكن دولة ما من الانضمام رسميًا لمنطقة اليورو، ما يسمح لها لاحقًا بطباعة عملة اليورو والحصول على مقعد في البنك المركزي الأوروبي ومجموعة اليورو، على الدولة أن تكون عضوًا في الاتحاد الأوروبي والالتزام بمعايير التقارب الخمس، والتي حددتها معاهدة ماستريخت مبدئيًا عام 1992. تشمل تلك المعايير: الالتزام بمعايير الدين والعجز التي حددها ميثاق الاستقرار والنمو، الحفاظ على التضخم ومعدلات الفائدة الحكومية طويلة الأمد تحت القيم المرجعية، تثبيت معدل سعر صرف العملة الوطنية للدولة مقابل اليورو. عمومًا، يُتوقع التزام الدول بالنقطة الأخيرة على مدار سنتين متتاليتين بعد انضمام الدولة المعنيّة إلى آلية سعر صرف العملات الأوروبية ERM II، لكن وفقًا للمفوضية، فـ«بالإمكان أخذ استقرار معدل سعر الصرف بالحسبان خلال الفترة التي تسبق دخول الدولة في آلية ERM II». على الدولة الراغبة بالانضمام ضمان امتثال قوانينها الوطنية لتشريعات البنك المركزي الأوروبي وتشريعات نظام البنوك المركزية الأوروبي، والفقرتان 130+131 من معاهدة عمل الاتحاد الأوروبي.
يتطلب معيار التقارب مشاركة الدول في آلية سعر الصرف، وتكون الدول غير المنتمية لمنطقة اليورو مسؤولة عن اتخاذ القرار بالانضمام إلى الآلية، ما يسمح لها باختيار موعد تبني عملة اليورو عبر البقاء خارج الآلية السابقة، وبالتالي ستفشل عمدًا في تلبية معيار التقارب حتى تتخذ قرارها وتصبح راغبة بالالتزام. برز نقاش حول إجراء استفتاءات تتعلق بقبول عملية تبني اليورو كعملة رسمية أم لا في بعض الدول غير المنتمية لمنطقة اليورو والتي لا تخطط للانسحاب. من بين الدول الـ16 التي انضمت إلى الاتحاد الأوروبي منذ عام 1992، كانت السويد الدولة الوحيدة –حتى اليوم– التي أجرت استفتاءً عام 2003 حول تبني اليورو كعملة رسمية بحلول عام 2006، لكن المقترح الحكومي باء بالفشل إثر رفض أغلب المقترعين.

### معيار التقارب
بخصوص الدول المنضمة حديثًا إلى عضوية الاتحاد الأوروبي، يجري تقييم وتمكين تقدمها نحو تحقيق معيار التقارب بعد رفع تقرير سنوي عن «برنامج التقارب» وفق أحكام ميثاق الاستقرار والنمو. عمومًا، يوصي أغلب الخبراء الاقتصاديين الدولَ المنضمة حديثًا إلى عضوية الاتحاد –خصوصًا تلك التي يُتوقّع أن تلحق بركب الدول المتقدمة خلال فترة والدول الأخرى التي عانت سابقًا من «اختلالات في الاقتصاد الكلي» أو «الاضطرابات المالية»– باستغلال بعض السنوات للتعرّف على تلك المشاكل ومواجهتها، وضمان «التقارب الثابت» قبل المضي في الخطوة التالية والالتحاق بآلية سعر صرف العملات الأوروبية، وتبني اليورو كخطوة أخيرة (بعد امتثالها لكافة معايير التقارب). من الناحية العملية، بإمكان أي دولة عضو في الاتحاد الأوروبي وليست عضوًا في منطقة اليورو أن تنضم إلى آلية سعر صرف العملات الأوروبية حينما تشاء، فلا تلزم هذه الآلية الدول بأي معايير محددة. لكن الاقتصاديين يرون أنه من الأفضل لتلك «الدول غير المستقرة» الحفاظ على مرونة أسعار الصرف عبر تعويم عملتها، بدلًا من الإبقاء على عملة غير مرنة أو ثابتة جزئيًا إثر انضمامها إلى عضوية آلية سعر الصرف. عندما تصل تلك الدول الأعضاء إلى وضع «مستقرٍ» تمامًا، تُشجّع على الدخول في آلية سعر الصرف، والتي تتطلب بقاء عملة تلك الدول ثابتة وبعيدة عن «التقلبات الخطيرة» لمدة سنتين على الأقل، وضمان التزام الدولة بمعايير التقارب الأربع في الآن ذاته، ما يسمح لها في النهاية بالحصول على الموافقة لتبني عملة اليورو.
| معايير التقارب (صالحة وفق اختبار الامتثال الذي أجراه البنك المركزي الأوروبي في تقريره من شهر يونيو عام 2020) | معايير التقارب (صالحة وفق اختبار الامتثال الذي أجراه البنك المركزي الأوروبي في تقريره من شهر يونيو عام 2020) | معايير التقارب (صالحة وفق اختبار الامتثال الذي أجراه البنك المركزي الأوروبي في تقريره من شهر يونيو عام 2020) | معايير التقارب (صالحة وفق اختبار الامتثال الذي أجراه البنك المركزي الأوروبي في تقريره من شهر يونيو عام 2020) | معايير التقارب (صالحة وفق اختبار الامتثال الذي أجراه البنك المركزي الأوروبي في تقريره من شهر يونيو عام 2020) | معايير التقارب (صالحة وفق اختبار الامتثال الذي أجراه البنك المركزي الأوروبي في تقريره من شهر يونيو عام 2020) | معايير التقارب (صالحة وفق اختبار الامتثال الذي أجراه البنك المركزي الأوروبي في تقريره من شهر يونيو عام 2020) | معايير التقارب (صالحة وفق اختبار الامتثال الذي أجراه البنك المركزي الأوروبي في تقريره من شهر يونيو عام 2020) |
| البلد | معدل تضخم المؤشر المنسق لأسعار المستهلكين                                                                    | إجراءات العجز المفرط                                                                                         | إجراءات العجز المفرط                                                                                         | سعر الصرف | سعر الصرف | سعر الفائدة طويل الأمد                                                                                       | التوافق مع التشريعات                                                                                         |
| البلد | معدل تضخم المؤشر المنسق لأسعار المستهلكين                                                                    | نسبة العجز إلى الناتج المحلي الإجمالي                                                                        | نسبة الدين العام إلى الناتج المحلي الإجمالي                                                                  | عضو في آلية سعر الصرف ERM II                                                                                 | التغير في سعر الصرف                                                                                          | سعر الفائدة طويل الأمد                                                                                       | التوافق مع التشريعات                                                                                         |
| القيم المرجعية                                                                                               | 1.8% كحد أقصى (اعتبارًا من 31 مارس 2020)                                                                      | التنسيق المفتوح مع منطقة اليورو                                                                              | التنسيق المفتوح مع منطقة اليورو                                                                              | سنتين على الأقل (بدءًا من 7 مايو عام 2020)                                                                    | ±15% كحد أقصى (سنة 2019)                                                                                     | 2.9% كحد أقصى (بدءًا من 31 مارس عام 2020)                                                                     | نعم (بدءًا من 24 مارس عام 2020)                                                                               |
| القيم المرجعية                                                                                               | 1.8% كحد أقصى (اعتبارًا من 31 مارس 2020)                                                                      | 3% كحد أقصى (سنة 2019 المالية)                                                                               | 60% كحد أقصى (سنة 2019 المالية)                                                                              | سنتين على الأقل (بدءًا من 7 مايو عام 2020)                                                                    | ±15% كحد أقصى (سنة 2019)                                                                                     | 2.9% كحد أقصى (بدءًا من 31 مارس عام 2020)                                                                     | نعم (بدءًا من 24 مارس عام 2020)                                                                               |
| --- | --- | --- | --- | --- | --- | --- | --- |
| الدول الأعضاء في الاتحاد الأوروبي (خارج منطقة اليورو)                                                        | | | | | | | |
| بلغاريا | 2.6% | لا يوجد | لا يوجد | لا | 0.0% | 0.3% | لا |
| بلغاريا | 2.6% | -2.1% (فائض)                                                                                                 | 20.4% | لا | 0.0% | 0.3% | لا |
| كرواتيا | 0.9% | لا يوجد | لا يوجد | لا | 0.0% | 0.9% | لا |
| كرواتيا | 0.9% | -0.4% (فائض)                                                                                                 | 73.2% | لا | 0.0% | 0.9% | لا |
| جمهورية التشيك                                                                                               | 2.9% | لا يوجد | لا يوجد | لا | -0.1% | 1.5% | لا |
| جمهورية التشيك                                                                                               | 2.9% | -0.3% (فائض)                                                                                                 | 30.8% | لا | -0.1% | 1.5% | لا |
| الدنمارك | 0.6% | لا يوجد | لا يوجد | 21 سنة و4 أشهر                                                                                               | -0.2% | -0.3% | مجهول |
| الدنمارك | 0.6% | -3.7% (فائض)                                                                                                 | 33.2% | 21 سنة و4 أشهر                                                                                               | -0.2% | -0.3% | مجهول |
| المجر | 3.7% | لا يوجد | لا يوجد | لا | -2.0% | 2.3% | لا |
| المجر | 3.7% | 2.0% | 66.3% | لا | -2.0% | 2.3% | لا |
| بولندا | 2.8% | لا يوجد | لا يوجد | لا | -0.8% | 2.2% | لا |
| بولندا | 2.8% | 0.7% | 46.0% | لا | -0.8% | 2.2% | لا |
| رومانيا | 3.7% | يوجد تنسيق مفتوح                                                                                             | يوجد تنسيق مفتوح                                                                                             | لا | -2.0% | 4.4% | لا |
| رومانيا | 3.7% | 4.3% | 35.2% | لا | -2.0% | 4.4% | لا |
| السويد | 1.6% | لا يوجد | لا يوجد | لا | -3.2% | -0.1% | لا |
| السويد | 1.6% | -0.5% (فائض                                                                                                  | 35.1% | لا | -3.2% | -0.1% | لا |